# Грчка на Европском првенству у атлетици у дворани 2019.
Грчка је учествовала на 35. Европском првенству у дворани 2019 који се одржао у Глазгову, Шкотска, од 1. до 3. марта. Ово је тридесет четврто Европско првенство у атлетици у дворани од његовог оснивања 1970. године на којем је Грчка учествовала. Није учествовала само 1979. Репрезентацију Грчке представљало је 17 спортиста (10 мушкараца и 7 жена) који су се такмичили у 12 дисциплина (7 мушких и 5 женских).
На овом првенству Грчка је била 5. по броју освојених медаља са 4 медаље (1 златна, 2 сребрне и 1 бронзана)..У табели успешности према броју и пласману такмичара који су учествовали у финалним такмичењима (првих 8 такмичара) Грчка је са 7 учесника у финалу заузела 7 место са 45,50 бодом..
| Пл. | Земља | 1. место | 2. место | 3. место | 4. место | 5. место | 6. место | 7. место | 8. место | Бр. фин.-Бод. |
| --- | ----- | -------- | -------- | -------- | -------- | -------- | -------- | -------- | -------- | ------------- |
| 7.  | Грчка | 1–8      | 2-13,50  | 1–6      | 2-9      | 2-4      | -        | –        | 1–1      | 9-45,50       |

## Учесници
| Мушкарци: - Константинос Зикос — 60 м - Панајотис Тривизас — 60 м - Ефтимиос Стериоулис — 60 м - Андреас Димитракис — 1.500 м - Костадинос Дувалидис — 60 м препоне - Костадинос Баниотис — Скок увис - Емануил Каралис — Скок мотком - Костадинос Филипидис — Скок мотком - Милтијадис Тентоглу — Скок удаљ - Николаос Скарвелис — Бацање кугле | Жене: - Rafailía Spanoudáki-Hatziríga — 60 м - Ирини Василиоу — 400 м - Татјана Гоусин — Скок увис - Николета Киријакопулу — Скок мотком - Катерина Стефаниди — Скок мотком - Елени-Клаоудиа Полак — Скок мотком - Параскеви Папахристу — Троскок |  |

## Освајачи медаља (4)

### Злато (1)
- Милтијадис Тентоглу — Скок удаљ

### Сребро (2)
- Костадинос Баниотис — Скок увис
- Параскеви Папахристу — Троскок

### Бронза (1)
- Николета Киријакопулу — Скок мотком

## Резултати

### Мушкарци
| Атлетичар            | Дисциплина   | Лични рекорд | Квалификације | Квалификације | Полуфинале            | Полуфинале            | Финале                | Финале       | Детаљи |
| Атлетичар            | Дисциплина   | Лични рекорд | Резултат      | Место         | Резултат              | Место                 | Резултат              | Место        | Детаљи |
| -------------------- | ------------ | ------------ | ------------- | ------------- | --------------------- | --------------------- | --------------------- | ------------ | ------ |
| Константинос Зикос   | 60 м         | 6,62         | 6,66 КВ       | 1. у гр. 5    | 6,64 КВ               | 1. у гр. 1            | 6,67 (.663)           | 5 / 44 (45)  |        |
| Панајотис Тривизас   | 60 м         | 6,68         | 6,80          | 6. у гр. 2    | Нису се квалификовали | Нису се квалификовали | Нису се квалификовали | 26 / 44 (45) |        |
| Емануил Каралис      | 60 м         | 6,65         | 6,91          | 7. у гр. 3    | Нису се квалификовали | Нису се квалификовали | Нису се квалификовали | 37 / 44 (45) |        |
| Андреас Димитракис   | 1.500 м      | 3:42,43      | 3:50,94       | 8. у гр. 3    |                       |                       | Није се квалификовао  | 22 / 25 (28) |        |
| Костадинос Дувалидис | 60 м препоне | 7,60 НР      | 7,69 КВ, ЛРС  | 2. у гр. 2    | 7,66 КВ, ЛРС          | 3. у гр. 1            | 7,65 ЛРС              | 5 / 29 (30)  |        |
| Костадинос Баниотис  | Скок увис    | 2,33         | 2,25 кв       | 3. у гр. Б    |                       |                       | 2,26                  |              |        |
| Емануил Каралис      | Скок мотком  | 5,80         | 5,70 кв       | 1.            | 5,65                  | 4 / 14                |                       |              |        |
| Костадинос Филипидис | Скок мотком  | 5,85 НР      | 5,60 кв       | 8.            | Без исправног скока   | Без исправног скока   |                       |              |        |
| Милтијадис Тентоглу  | Скок удаљ    | 8,23 НР      | 8,01 КВ       | 2.            | 8,38 СРС, ЕРС, НР, ЛР |                       |                       |              |        |
| Николаос Скарвелис   | Бацање кугле | 20,36 НР     | 20,34 кв, ЛРС | 7.            | 20,13                 | 8 / 18                |                       |              |        |

### Жене
| Атлетичарка                   | Дисциплина  | Лични рекорд | Квалификације    | Квалификације    | Полуфинале            | Полуфинале            | Финале                | Финале                | Детаљи |
| Атлетичарка                   | Дисциплина  | Лични рекорд | Резултат         | Место            | Резултат              | Место                 | Резултат              | Место                 | Детаљи |
| ----------------------------- | ----------- | ------------ | ---------------- | ---------------- | --------------------- | --------------------- | --------------------- | --------------------- | ------ |
| Rafailía Spanoudáki-Hatziríga | 60 м        | 7,29         | Дисквалификована | Дисквалификована | Није се квалификовала | Није се квалификовала | Није се квалификовала | Није се квалификовала |        |
| Ирини Василиоу                | 400 м       | 53,39        | 53,66            | 5. у гр. 7       | Није се квалификовала | Није се квалификовала | Није се квалификовала | 26 / 37               |        |
| Татјана Гоусин                | скок увис   | 1,94         | 1,85             | 11. у гр. А      |                       |                       | Није се квалификовала | 23 / 26               |        |
| Николета Киријакопулу         | скок мотком | 4,81         | 4,60 кв          | 7.               | 4,65                  |                       |                       |                       |        |
| Катерина Стефаниди            | скок мотком | 4,90 НР      | 4,60кв           | 1.               | 4,65                  | 4 / 18 (19)           |                       |                       |        |
| Елени-Клаоудиа Полак          | скок мотком | 4,50         | 4,50 =ЛР         | 12.              | Није се квалификовала | 12 / 18 (19)          |                       |                       |        |
| Параскеви Папахристу          | Троскок     | 14,47        | 14,28 КВ         | 2.               | 14,50 ЛР              |                       |                       |                       |        |